# Босоногий гарнизон
«Босоногий гарнизон» — документальная повесть Виктора Дроботова, в которой описаны подвиги детей одного из хуторов Сталинградской области (ныне — Волгоградская область), боровшихся с немецко-фашистскими захватчиками во время Великой Отечественной войны.

## Сюжет
События, которые описаны в этой небольшой повести, произошли на самом деле в казачьем хуторе Вербовке, который стоит в устье степной реки Донская Царица. Имена героев этой повести — десяти-четырнадцатилетних подростков, казачат из колхозных семей — не выдуманы. Они жили, по-своему борясь с гитлеровскими захватчиками, топтавшими советскую землю. Они не взрывали поездов, не пускали на воздух склады с боеприпасами, но те маленькие подвиги, которые ребята совершали каждый день, служили великому делу — изгнанию врага с советской земли. 

## О героях
В захваченном гитлеровскими войсками в 1942 года хуторе Вербовка действовал так называемый «босоногий гарнизон»: его бойцами были местные ребята десяти-четырнадцати лет — всего 17 человек. Когда немцы распространили слух о том, что Сталинград пал и советские войска разгромлены, на здании комендатуры появилась листовка: «Товарищи! Немцы брешут, что Советская власть разбита. Брешут, сволочи, что Сталинград сдался. Сталинград наш, и наши скоро придут. Не верьте гадам. Партизаны». С немецких складов начали пропадать ценные документы и письма, продукты, оружие, что сеяло панику среди оккупантов. Ребята укрывали и выхаживали советского офицера, бежавшего из Калачёвского лагеря для военнопленных; готовились уйти в лес к партизанам, но перед этим собирались вывесить на здании комендатуры к годовщине Октябрьской революции красный флаг. В итоге гитлеровцы при содействии старосты хутора догадались, кто являлся неуловимыми «партизанами». Немцы врывались в дома, силой брали мальчиков и избивали их палками, ногайками, резиной и ногами. 7 ноября 1942 года на глазах местных жителей измученных после пыток детей начали выводить по пять человек к силосной яме, где и расстреляли под смех и шум пьяных немцев…